# Mazda 6
La Mazda 6 (Atenza au Japon) est une berline familiale du constructeur automobile japonais Mazda produite entre 2002 et 2024 sous trois générations. Elle remplace la Mazda 626 (Capella au Japon) dont le nom remontait aux années 1970. La première génération marque le renouveau du constructeur, notamment en matière de design. La Mazda 6 s'est vendue au Japon, en Europe, en Amérique du Nord, en Australie, en Chine ainsi que d'autres marchés voisins.

## 1regénération (GG/GY)(2002 - 2008)
La Mazda 6 première génération est commercialisée au printemps 2002, d'abord sous le nom d'Atenza au Japon où elle est assemblée, puis en Europe, en Amérique du Nord où l'assemblage se fait aux États-Unis, et enfin dans le reste du monde. À la fin 2005, les Mazda 6 et Atenza ont été légèrement retouchées.
Ce premier modèle de Mazda 6 porte la dénomination de GG en Berline (4 et 5 portes) et GY en Break et partage sa plate-forme technique (châssis, suspensions, certaines motorisations) avec certaines berlines Ford comme la Mondeo en Europe et la Fusion en Amérique du Nord (à l'exception de l'empattement, qui est plus long sur la Fusion).

### Modèles
Les 6/Atenza sont disponibles sous trois carrosseries :
- Berline 4 portes ;
- Berline 5 portes ;
- Break.

Selon les pays, la 6 n'est pas forcément vendue avec toutes ses déclinaisons.

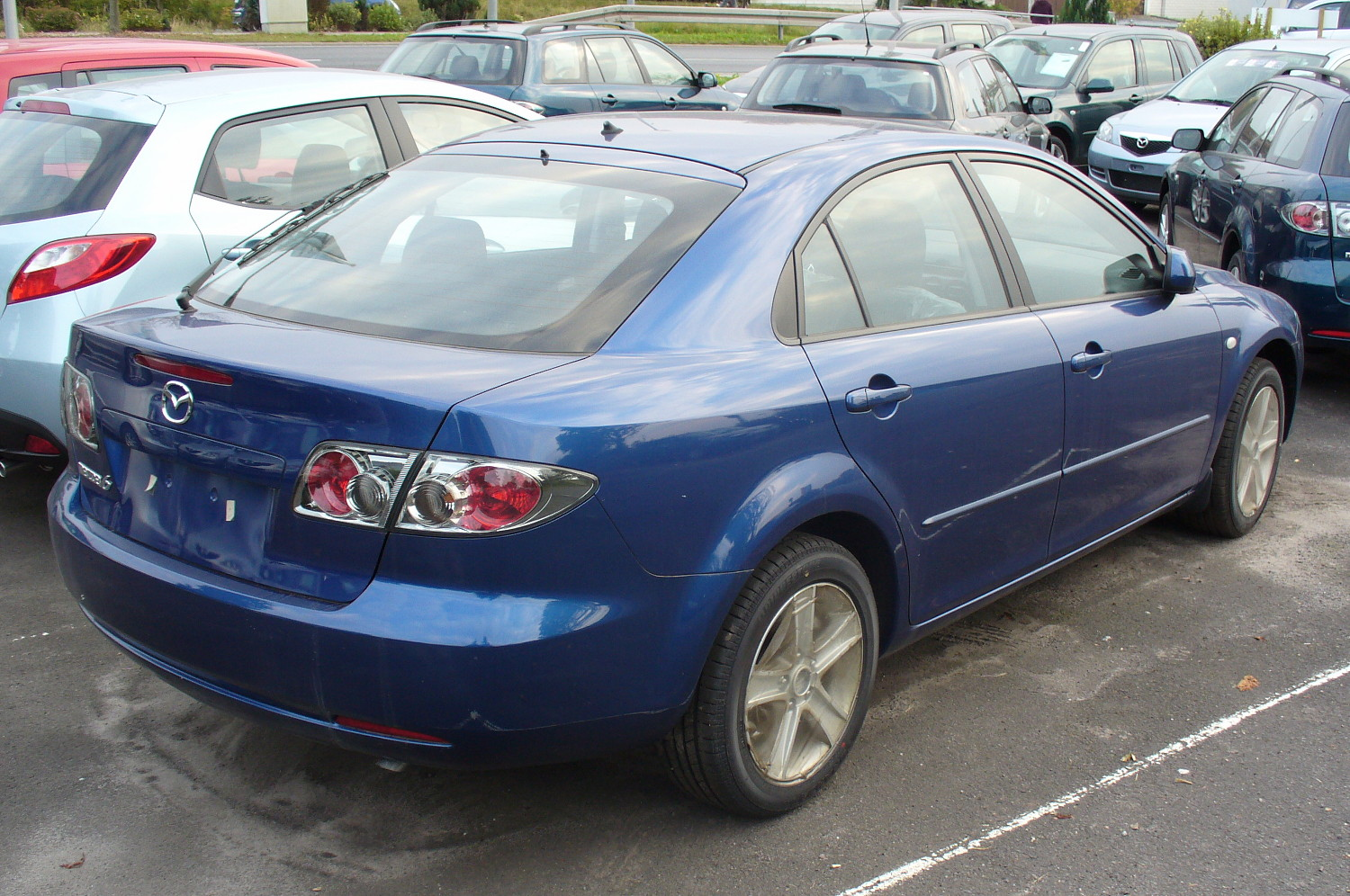
Mazda 6 cinq portes.
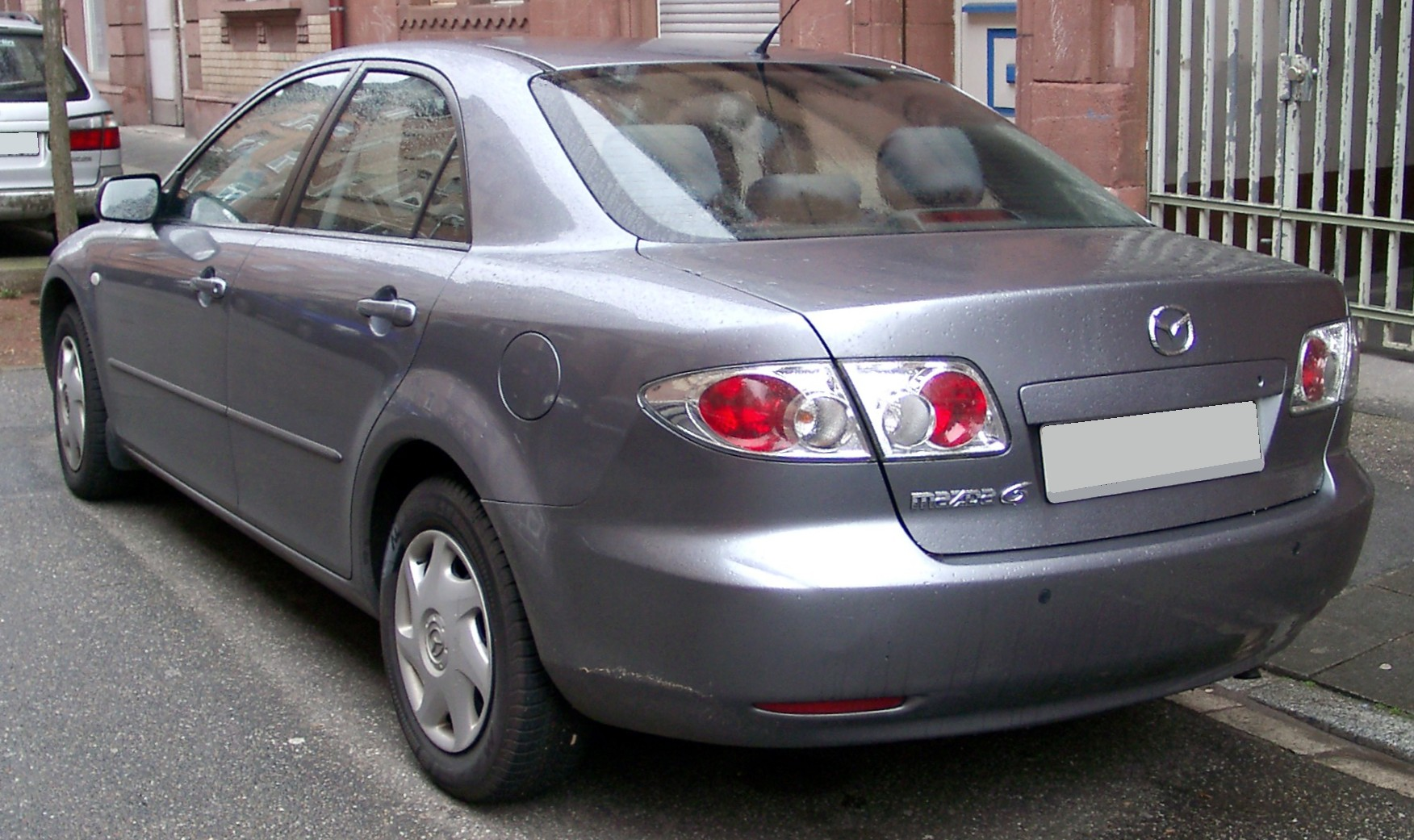
Mazda 6 quatre portes.
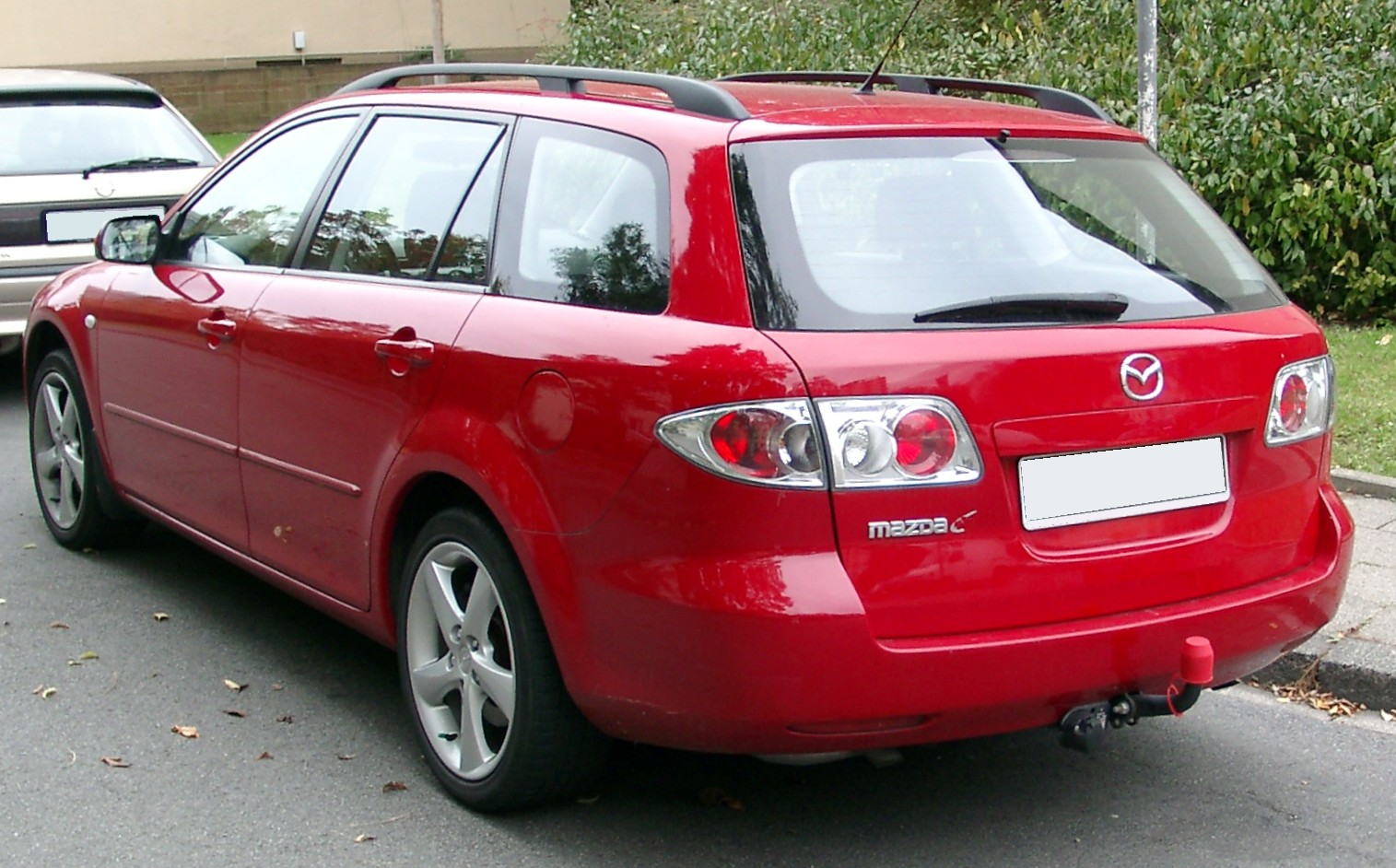
Mazda 6 break.

### Version break

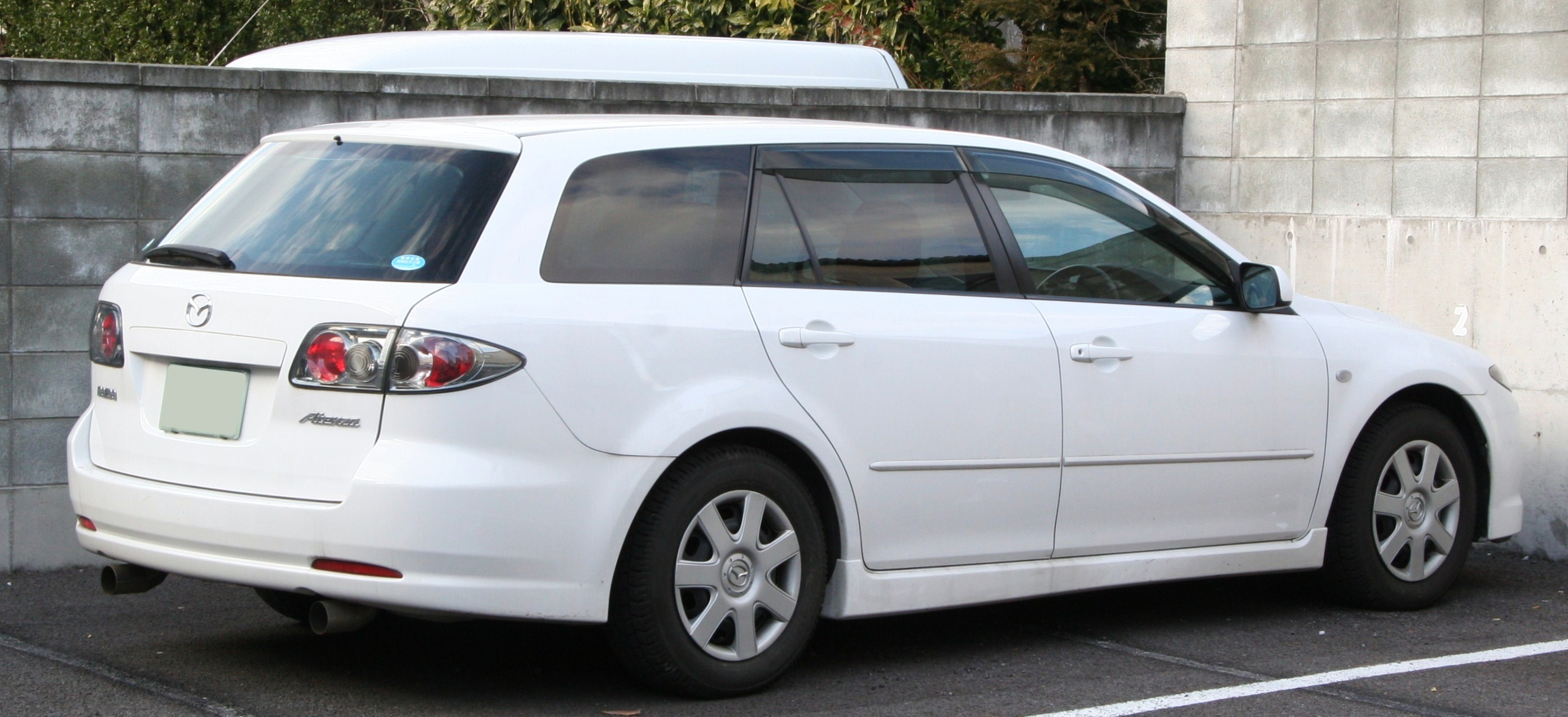
Atenza SportsWagon

La version break des berlines 6 et Atenza a été lancée en septembre 2003. Selon les marchés, le break a été baptisé SportsWagon, Sport Kombi, FastWagon (comme en France) ou tout simplement Wagon.
Elle mesure 4,77 m de long.

### Version MPS/Speed6

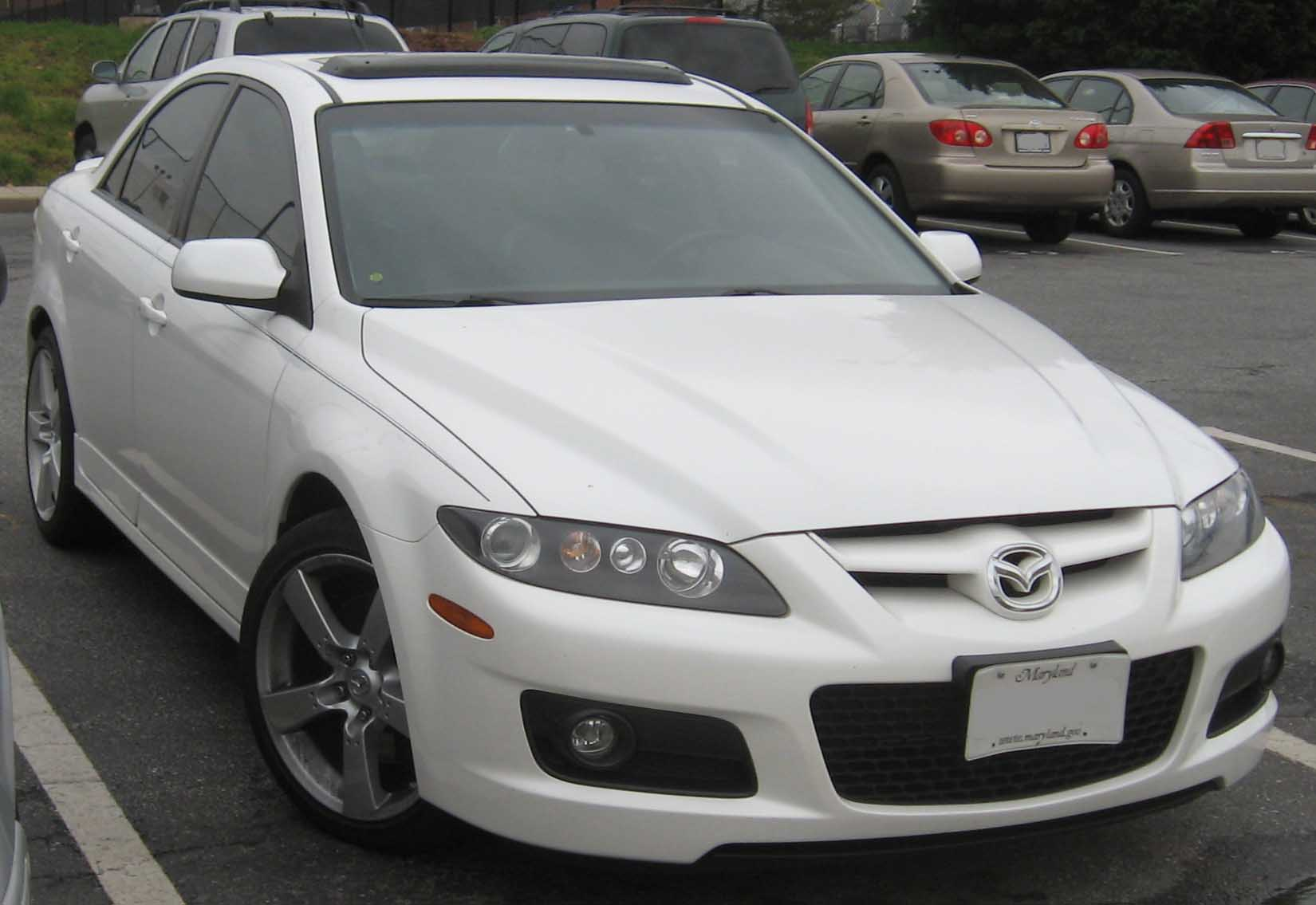
Speed6

Une version sportive appelée MPS pour Mazda Performance Series, ou Speed6 en Amérique du Nord, est commercialisée fin 2005. Cette version, basée sur le concept car Mazda 6 MPS Concept dévoilé en 2002 à Paris, est motorisée par une version turbo du quatre cylindres 2,3 L délivrant la bagatelle de 260 ch et reçoit un kit carrosserie complet avec double sortie d'échappement, jantes alu 18 pouces, jupes latérales, etc. Très performant, le véhicule reste d'une discrétion appréciable et possède un équipement très complet[non neutre]. Le GPS et le cuir sont notamment de série. Le véhicule possède en outre une transmission intégrale, gage de sécurité et reste pour sa puissance mesuré en consommation de carburant. Un très bon choix à prix raisonnable comparé à certaines de ses rivales allemandes, moins bien équipées et beaucoup plus chères[non neutre].

### Motorisations
Les 6 et Atenza sont disponibles avec cinq moteurs à essence et deux moteurs Diesel.

#### France
- Berline 4 portes :
  - 4 cylindres 2,3 L 166 ch. (2002-2005).
  - 4 cylindres 2,3T L 260 ch. (2005-2008). Pour la MPS.
  - 4 cylindres 2,0 L MZR-CD 136 ch. (2003-2005).
- Berline 5 portes :
  - 4 cylindres 1,8 L 120 ch. (2002-2008).
  - 4 cylindres 2,0 L 141 ch. (2002-2005).
  - 4 cylindres 2,0 L 147 ch. (2005-2008).
  - 4 cylindres 2,3 L 166 ch. (2005-2008).
  - 4 cylindres 2,0 L MZR-CD 121 ch. (2002-2008).
  - 4 cylindres 2,0 L MZR-CD 136 ch. (2002-2005).
  - 4 cylindres 2,0 L MZR-CD 143 ch. (2005-2008).
  - 4 cylindres 2,2 L MZR-CD 185 ch. (2008...).
- Break :
  - 4 cylindres 2,3 L 162 ch. Avec transmission intégrale. (2002-2005).
  - 4 cylindres 2,0 L MZR-CD 121 ch. (2002-2008).
  - 4 cylindres 2,0 L MZR-CD 136 ch. (2002-2005).
  - 4 cylindres 2,0 L MZR-CD 143 ch. (2005-2008).
  - 4 cylindres 2,2 L MZR-CD 185 ch. (2008...).

#### Japon
L'Atenza est disponible avec les trois carrosseries et trois moteurs essence :
- 4 cylindres 2,0 L 141 ch.
- 4 cylindres 2,3 L 178 ch.
- 4 cylindres 2,3T L 315 ch. Pour la MPS 4p.

Elle est disponible en deux ou quatre roues motrices.

#### Amérique du Nord
Aux États-Unis et au Canada, la Mazda 6 de première génération n'était disponible qu'avec trois moteurs essence :
- 4 cylindres 2,3 L, dont la puissance est de 160 ch avec du carburant ordinaire nord-américain (indice d'octane de 87).
- V6 3,0 L, de 220 ch, d'origine Ford et partagé avec la berline Ford Mondeo.
- 4 cylindres 2,3 L turbocompressé, de 274 ch (Mazdaspeed 6, berline à coffre uniquement).

La Mazda 6 est une traction avant, sauf la Mazdaspeed 6 qui dispose d'une traction intégrale sur laquelle l'enclenchement est automatique lorsqu'un manque de motricité est détecté.
Les transmissions suivantes sont proposées lors du lancement :
- manuelle à 5 rapports (2,3 L atmosphérique, 3,0 L) ;
- manuelle à 6 rapports (Mazdaspeed 6);
- automatique à 4 rapports avec le 2,3 L ;
- automatique à 5 rapports avec le 3,0 L.

Les transmissions automatiques seront remplacées par une version à 5 rapports (2,3 L) ou à 6 rapports (3,0 L) en 2006, car elles représentent une proportion importante des ventes nord-américaines et n'offrent pas jusqu'alors un agrément de conduite optimal.
Les trois carrosseries berline à coffre, berline à hayon et familiale (break), appelée "Wagon" étaient disponibles dès la première année-modèle (2004) et jusqu'en 2007 pour la familiale, et en 2008 pour la berline à hayon. La berline à coffre à transmission automatique est la plus représentée sur le marché nord-américain, pour des raisons essentiellement culturelles.

### Galerie photos

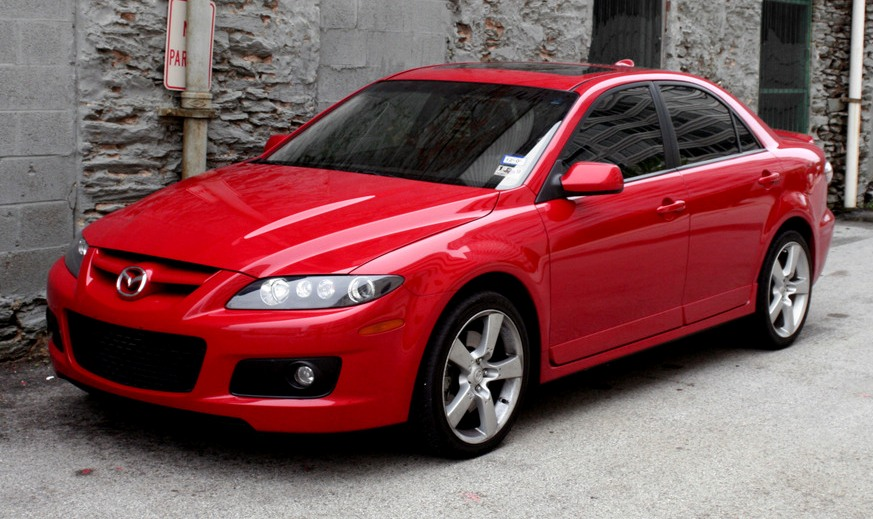
Mazdaspeed6.
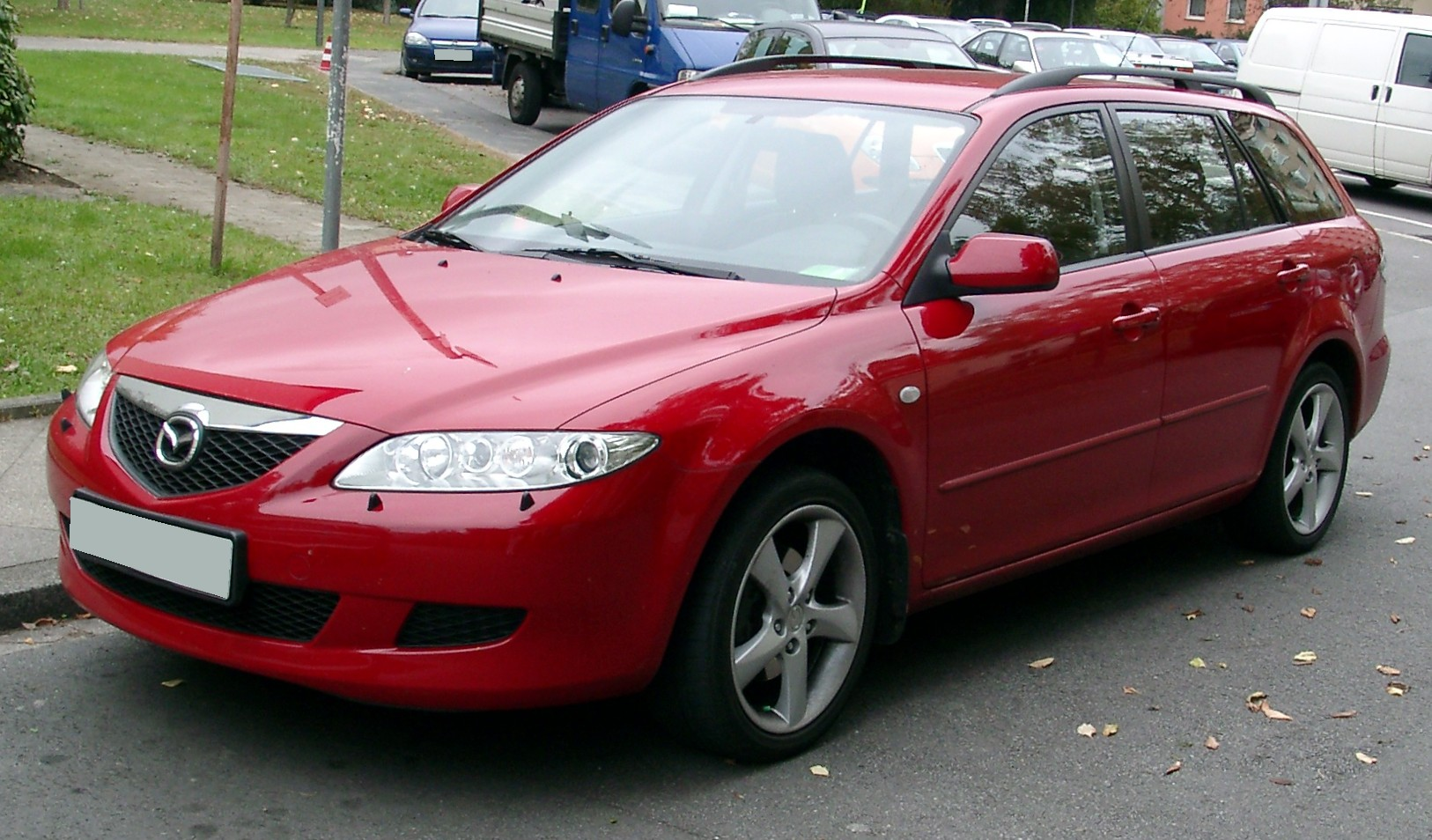
6 SportKombi.
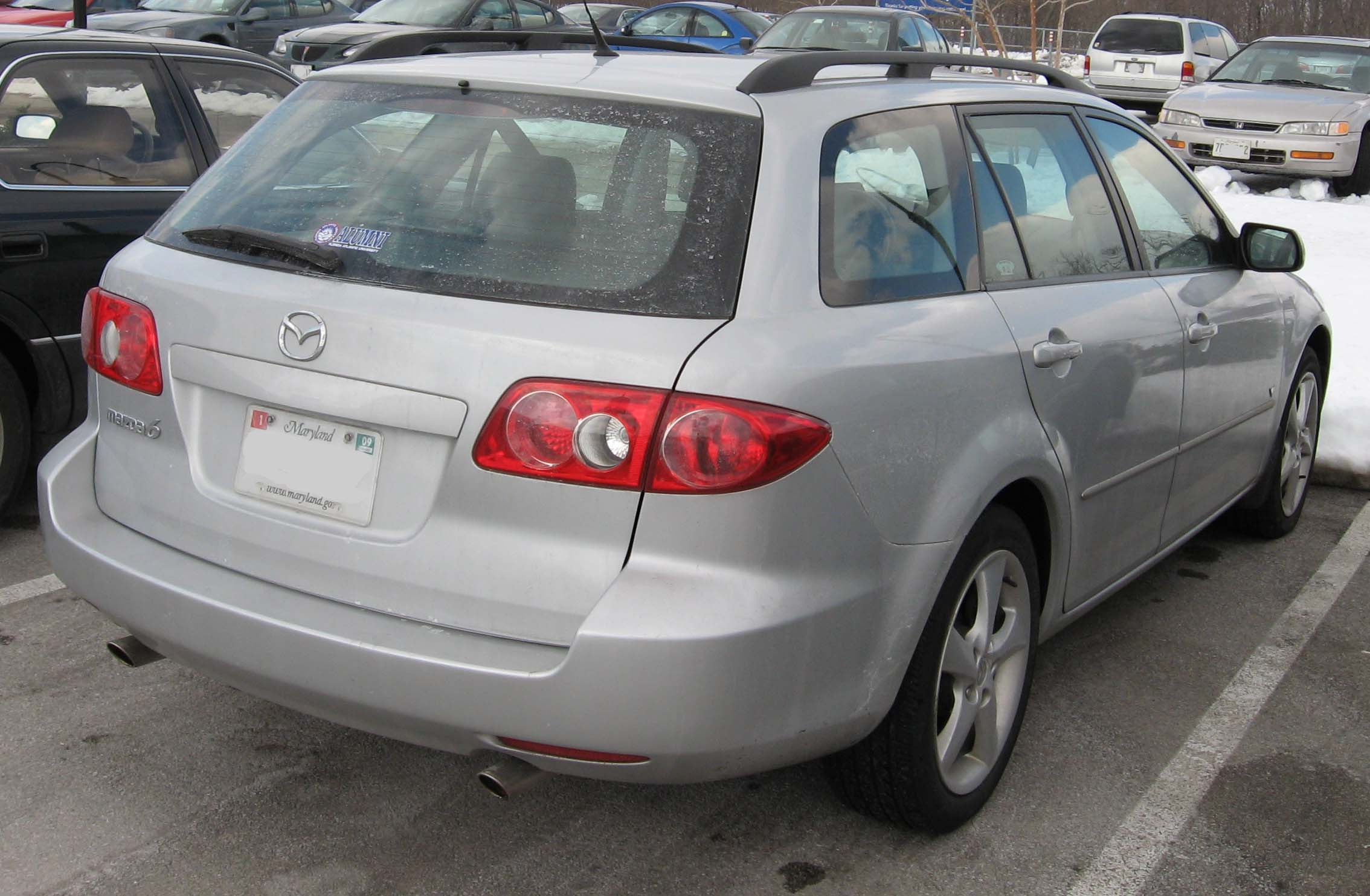
6 Wagon.

Bien qu'elle soit remplacée en 2008 par une deuxième génération, les 6/Atenza premières du nom poursuivent toujours leur carrière dans les marchés émergents, notamment en Colombie (jusqu'en 2014) et en Chine (jusqu'en 2016).

## 2egénération (GH)(2007 - 2012)
La deuxième génération des 6/Atenza est dévoilée lors du salon de Francfort en septembre 2007, puis elle lancée au début de l'année 2008. Elle arbore le nouveau design de Mazda, avec des lignes fluides et tendues. Un léger restylage a été effectué mi-2010. Pour les marchés nord-américains, Mazda n'a commercialisé que la berline quatre portes mais celle-ci est plus longue de dix-neuf centimètres que celles connues ailleurs.

### Modèles
Les 6/Atenza sont toujours disponibles avec trois carrosseries :
- Berline 4 portes ;
- Berline 5 portes ;
- Break.

Selon les pays, la 6 n'est pas forcément vendue avec toutes ses déclinaisons. Ainsi, la France ne dispose pas de la berline à coffre.

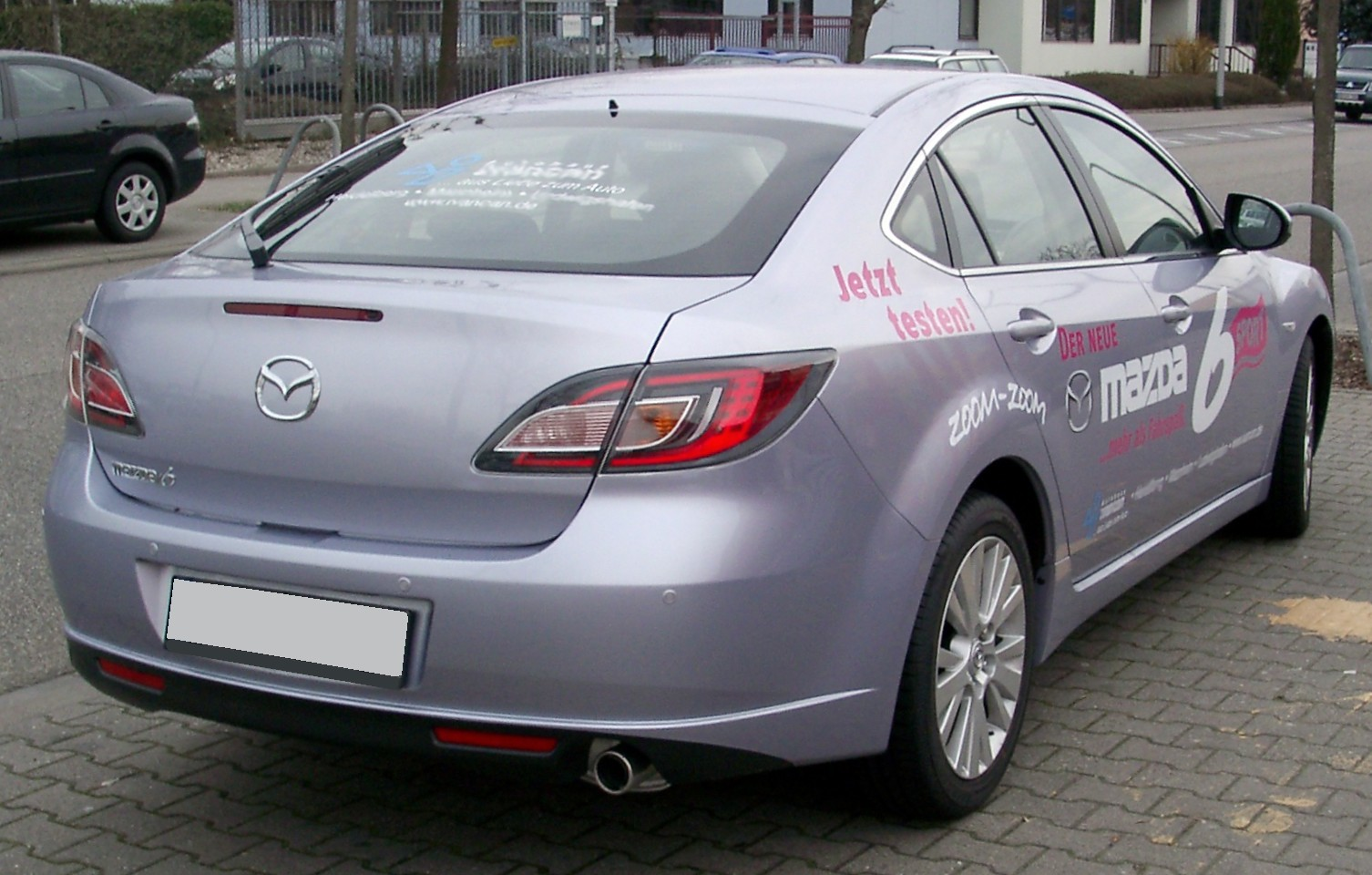
Mazda 6 cinq portes.
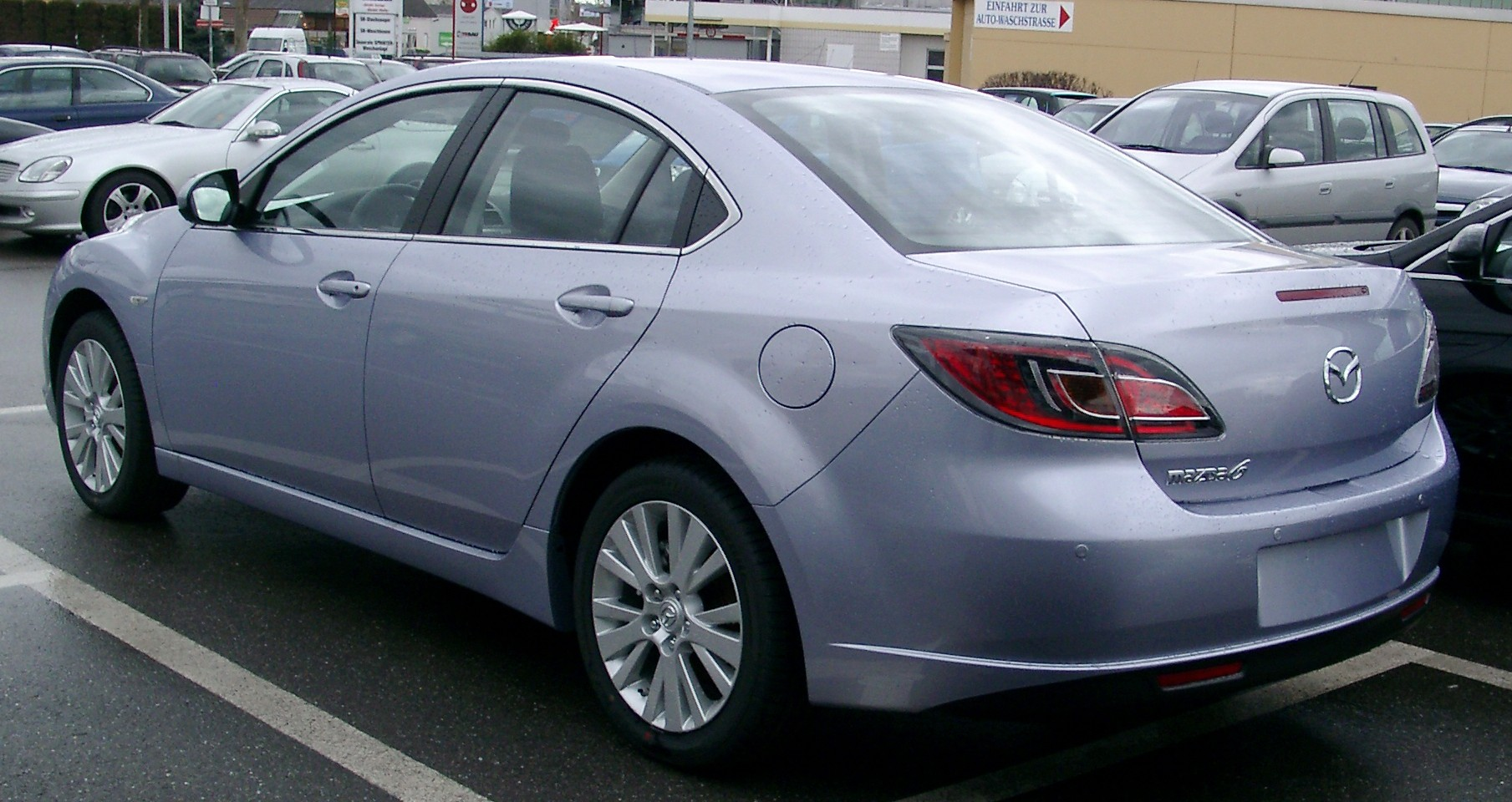
Mazda 6 quatre portes.
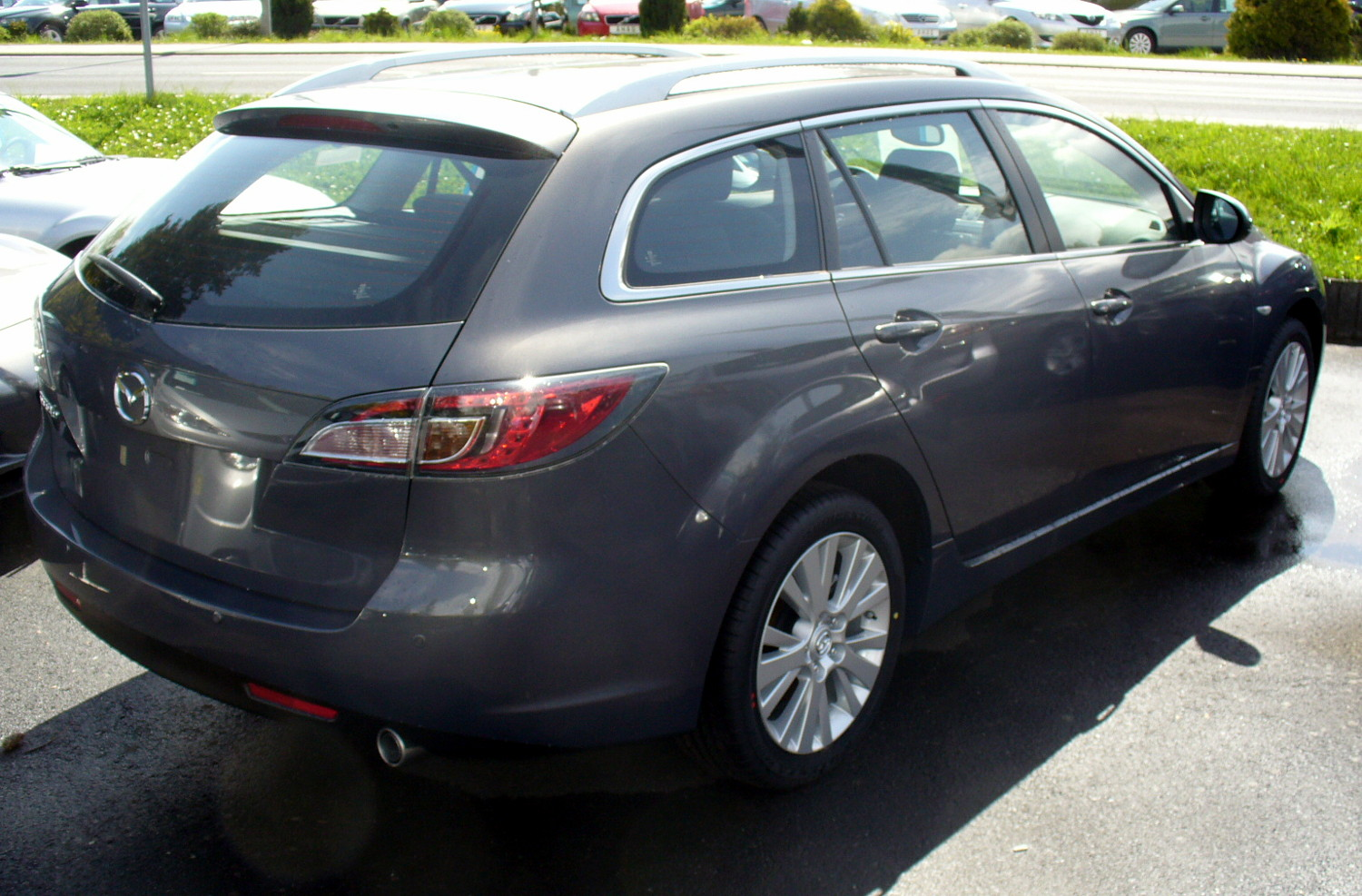
Mazda 6 Break.

### Version break
La deuxième génération du break des 6/Atenza est lancé en même temps que la berline. Il mesure 4,76 m de long. En France, il reste appelé Mazda 6 FastWagon.

### Motorisations
Les 6/Atenza disposent de quatre moteurs essence et de deux Diesel.

#### France
- Berline 5 portes :
  - 4 cylindres 1,8 litre 120 ch.
  - 4 cylindres 2 litres 147 ch.
  - 4 cylindres 2,5 litres 170 ch.
  - 4 cylindres 2 litres MZR-CD 140 ch. (2008-2009).
  - 4 cylindres 2,2 litres MZR-CD 125 ch. (2009- ).
  - 4 cylindres 2,2 litres MZR-CD 163 ch. (2009- ).
  - 4 cylindres 2,2 litres MZR-CD 185 ch. (2009- ).
- Break :
  - 4 cylindres 2 litres MZR-CD 140 ch. (2008-2009).
  - 4 cylindres 2,2 litres MZR-CD 125 ch. (2009- ).
  - 4 cylindres 2,2 litres MZR-CD 163 ch. (2009- ).

#### Japon
L'Altenza est disponible avec les trois carrosseries et avec deux moteurs essence :
- 4 cylindres, 2 litres, 150 ch.
- 4 cylindres, 2,5 litres, 166 ch, avec transmission intégrale.
- 4 cylindres, 2,5 litres, 170 ch.

#### Amérique du Nord
Aux États-Unis, la Mazda 6 est plus grosse que la version vendue en Europe (empattement porté de 2,73 m à 2,79 m et carrosserie de 4,92 m au lieu de 4,76 m).
Elle n'est disponible qu'en carrosserie trois volumes 4 portes et propose deux moteurs essence :
- 4 cylindres, 2,5 litres, 170 ch.
- V6, 3,7 litres, 272 ch.

### Galerie photos

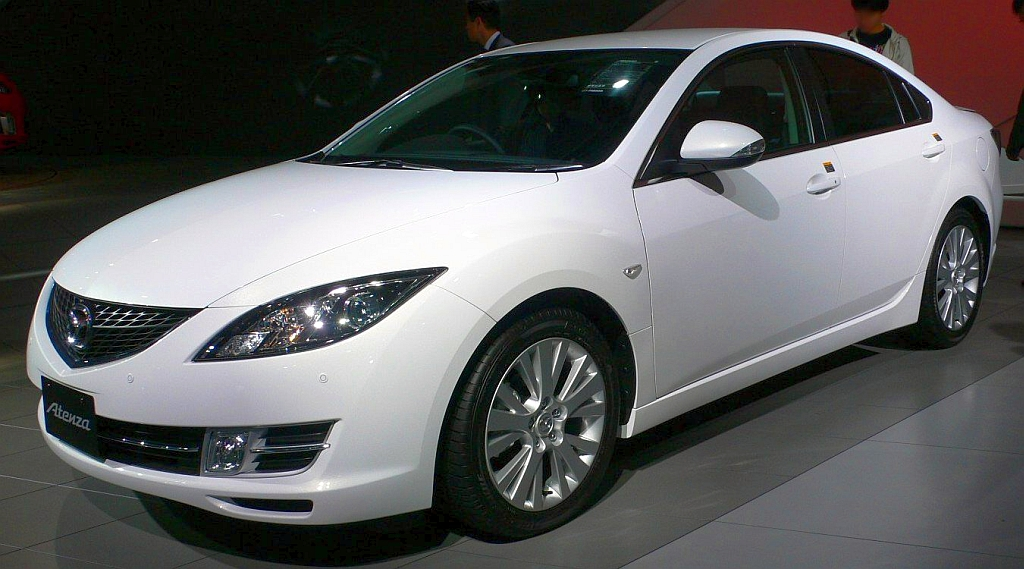
Atenza II phase 1 4portes.
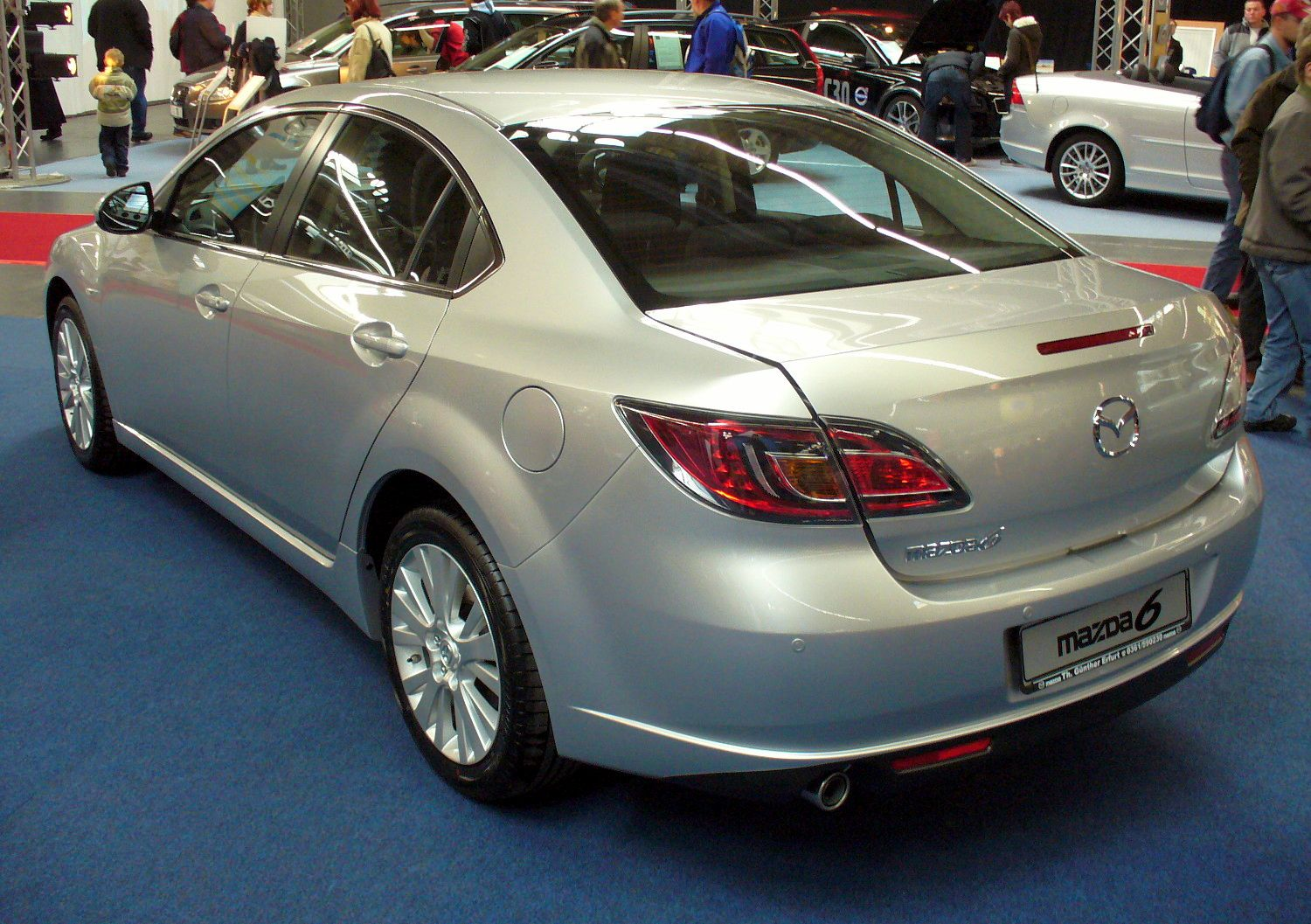
Mazda 6 II phase 1 5 portes.
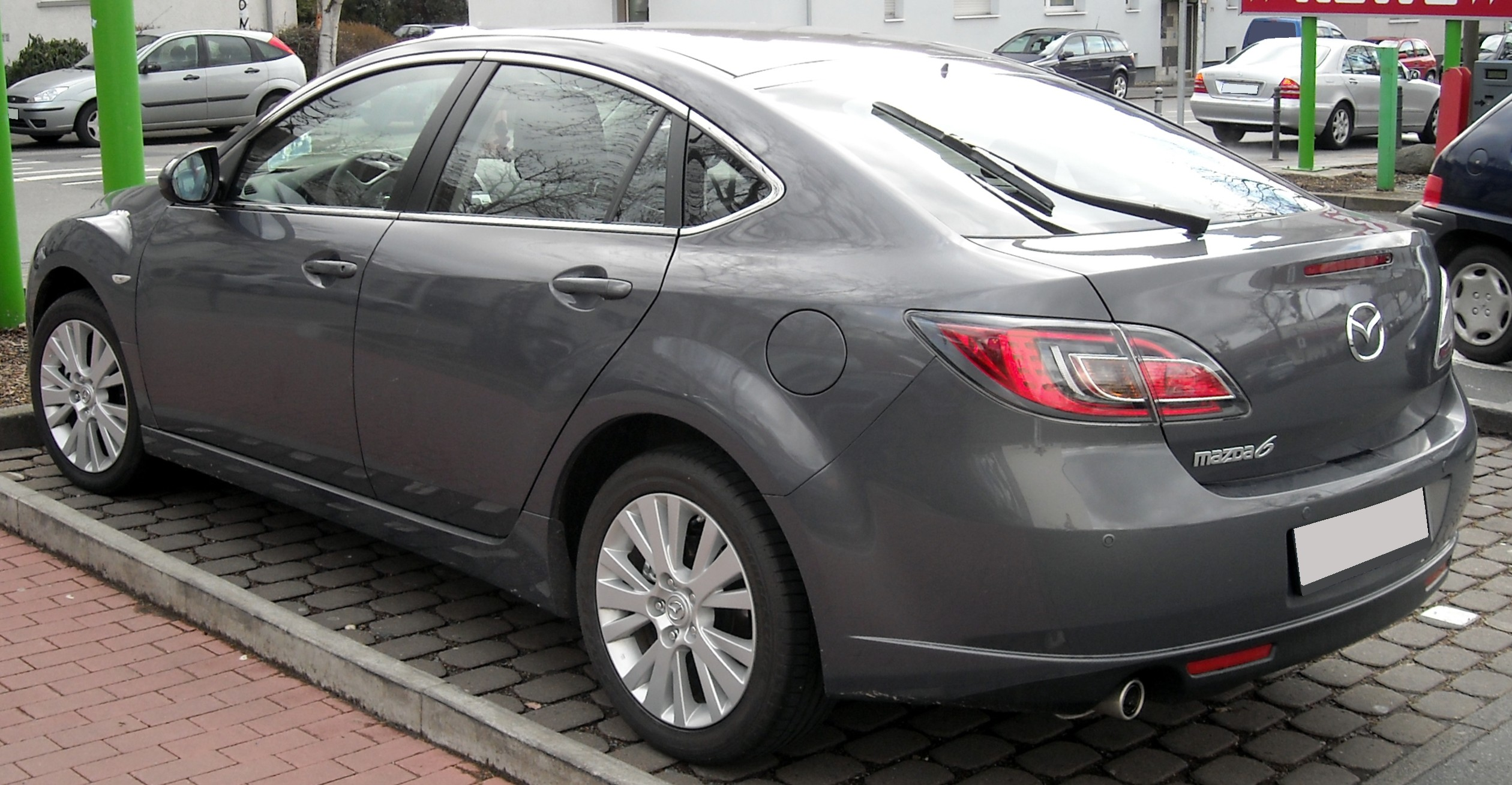
Mazda 6 II phase 1 4 portes.
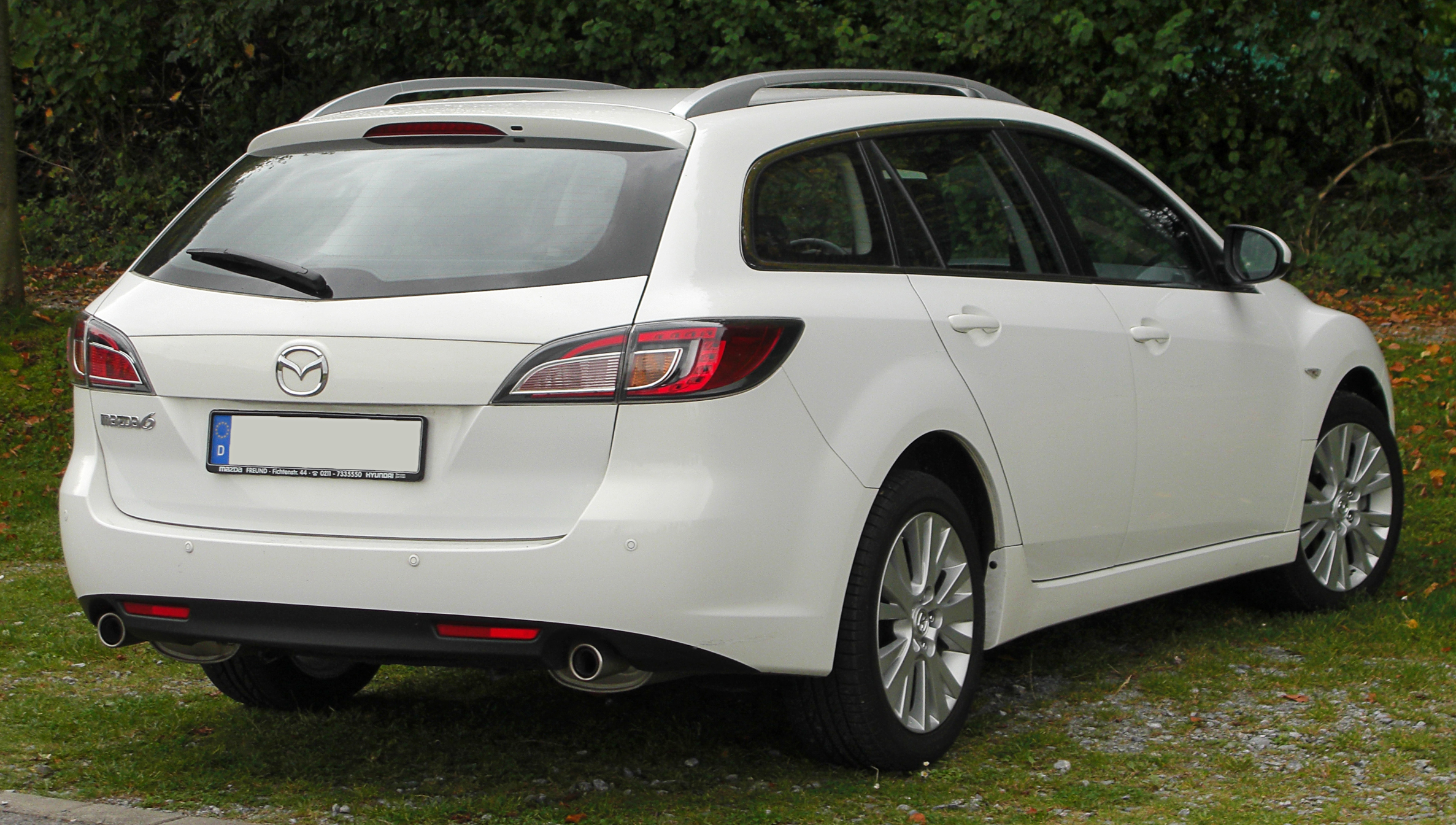
Mazda 6 II phase 1 break
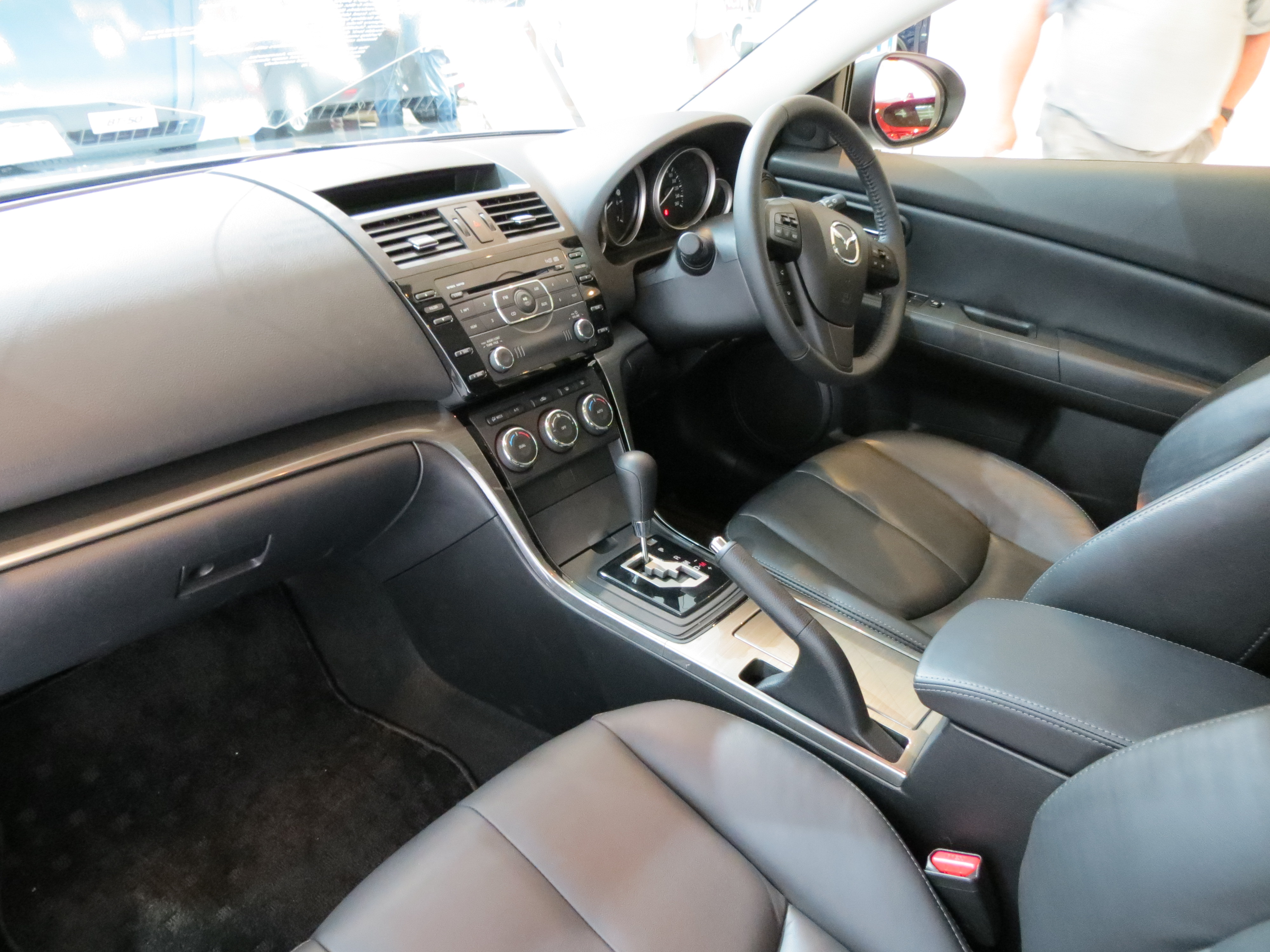
Mazda 6 II (intérieur) phase 2
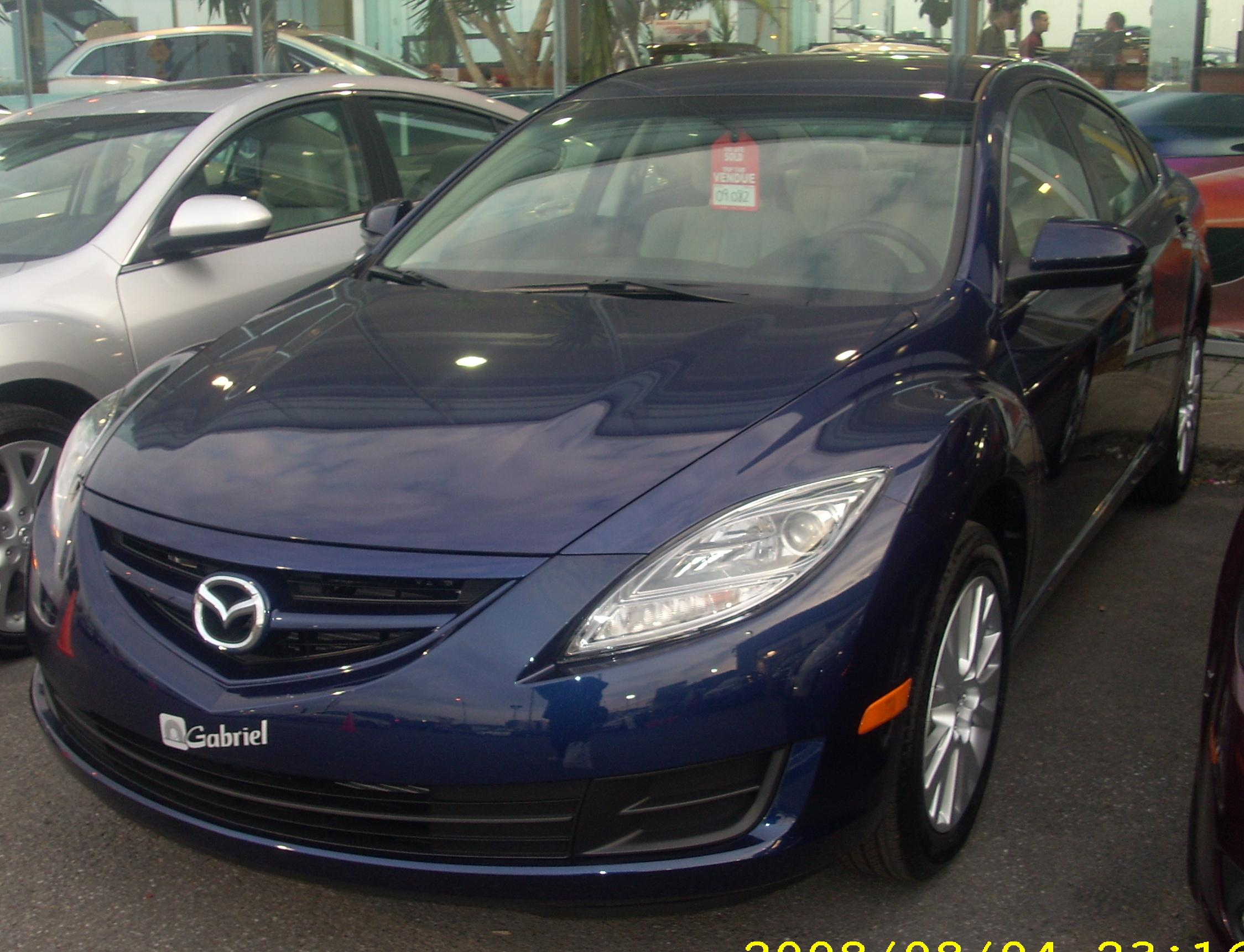
Mazda 6 II phase 1 (modèle américain)

## 3egénération (GJ/GL)(2012 - 2024)
La 3e génération de la Mazda 6 est commercialisée en fin d'année 2012. Cette dernière est révélée en 2012 lors du salon de l’auto de Moscou et est directement inspirée du concept car Mazda Takeri, présenté au salon de l'automobile de Tokyo en 2011. Le nouveau design de la Mazda offre un habitacle plus spacieux comparé à son prédécesseur. Ce modèle est équipé avec les moteurs dotés de la technologie « Skyactiv » de Mazda, qui vise à diminuer les consommations du véhicule sans réduire ses performances.

### Motorisations
( ) : version SW
|                            | 2.0 SKYACTIV-G 145       | 2.0 SKYACTIV-G 165        | 2.5 SKYACTIV-G 192        | 2.5 SKYACTIV-G 194       | 2.2 SKYACTIV-D 150                                   | 2.2 SKYACTIV-D 150                                   | 2.2 SKYACTIV-D 175                                   | 2.2 SKYACTIV-D 175                                   | 2.2 SKYACTIV-D 175                                   | 2.2 SKYACTIV-D 184                                   | 2.2 SKYACTIV-D 184                                   | 2.2 SKYACTIV-D 184                                   |
| -------------------------- | ------------------------ | ------------------------- | ------------------------- | ------------------------ | ---------------------------------------------------- | ---------------------------------------------------- | ---------------------------------------------------- | ---------------------------------------------------- | ---------------------------------------------------- | ---------------------------------------------------- | ---------------------------------------------------- | ---------------------------------------------------- |
| Production                 | Depuis 08/2012           | Depuis 08/2012            | De 08/2012 à 06/2018      | Depuis 07/2018           | Depuis 08/2018                                       | Depuis 08/2018                                       | De 08/2012 à 06/2018                                 | De 08/2012 à 06/2018                                 | De 03/2015 à 06/2018                                 |                                                      |                                                      |                                                      |
| Cylindrée (cm3)            | 1 998                    | 1 998                     | 2 488                     | 2 488                    | 2 191                                                | 2 191                                                | 2 191                                                | 2 191                                                | 2 191                                                | 2 191                                                | 2 191                                                | 2 191                                                |
| Architecture               | 4 cylindres essence      | 4 cylindres essence       | 4 cylindres essence       | 4 cylindres essence      | 4 cylindres diesel                                   | 4 cylindres diesel                                   | 4 cylindres diesel                                   | 4 cylindres diesel                                   | 4 cylindres diesel                                   | 4 cylindres diesel                                   | 4 cylindres diesel                                   | 4 cylindres diesel                                   |
| Taux de compression        | 13 : 1                   | 13 : 1                    | 13 : 1                    | 13 : 1                   | 14,4 : 1                                             | 14,4 : 1                                             | 14,4 : 1                                             | 14,4 : 1                                             | 14,4 : 1                                             | 14,4 : 1                                             | 14,4 : 1                                             | 14,4 : 1                                             |
| Injection                  | Injection directe        | Injection directe         | Injection directe         | Injection directe        | Injection directe par rampe commune                  | Injection directe par rampe commune                  | Injection directe par rampe commune                  | Injection directe par rampe commune                  | Injection directe par rampe commune                  | Injection directe par rampe commune                  | Injection directe par rampe commune                  | Injection directe par rampe commune                  |
|                            | Atmosphérique            | Atmosphérique             | Atmosphérique             | Atmosphérique            | Suralimentée par double turbocompresseur asynchrones | Suralimentée par double turbocompresseur asynchrones | Suralimentée par double turbocompresseur asynchrones | Suralimentée par double turbocompresseur asynchrones | Suralimentée par double turbocompresseur asynchrones | Suralimentée par double turbocompresseur asynchrones | Suralimentée par double turbocompresseur asynchrones | Suralimentée par double turbocompresseur asynchrones |
| Puissance maximale ch (kW) | 145 (107) à 6 000 tr/min | 165 (121) à 6 000 tr/min  | 192 (141) à 5 700 tr/min  | 194 (143) à 6 000 tr/min | 150 (110) à 4 500 tr/min                             | 150 (110) à 4 500 tr/min                             | 175 (129) à 4 500 tr/min                             | 175 (129) à 4 500 tr/min                             | 175 (129) à 4 500 tr/min                             | 184 (135) à 4 000 tr/min                             | 184 (135) à 4 000 tr/min                             | 184 (135) à 4 000 tr/min                             |
| Couple maximal (N m)       | 213 à 4 000 tr/min       | 213 à 4 000 tr/min        | 256 à 3 250 tr/min        | 258 à 4 000 tr/min       | 380 entre 1 800 et 2 600 tr/min                      | 380 entre 1 800 et 2 600 tr/min                      | 420 à 2 000 tr/min                                   | 420 à 2 000 tr/min                                   | 420 à 2 000 tr/min                                   | 445 à 2 000 tr/min                                   | 445 à 2 000 tr/min                                   | 445 à 2 000 tr/min                                   |
| Boîte de vitesses          |                          | BVM / BVA                 | BVA                       |                          | BVM                                                  | BVA                                                  | BVM                                                  | BVA                                                  | BVA                                                  | BVM                                                  | BVA                                                  | BVA                                                  |
| Transmission               | Traction                 | Traction                  | Traction                  | Traction                 | Traction                                             | Traction                                             | Traction                                             | Traction                                             | Intégrale                                            | Traction                                             | Traction                                             | Intégrale                                            |
| Vitesse maximale (en km/h) |                          | 216 (214)                 | 223 (220)                 |                          | 210 (210)                                            | 204 (202)                                            | 223 (221)                                            | 216 (215)                                            | (209)                                                |                                                      |                                                      |                                                      |
| 0-100 km/h (en s)          |                          | 9,1 (9,1)                 | 7,8 (7,9)                 |                          | 9,1 (9,3)                                            | 9,8 (10,0)                                           | 7,9 (8,0)                                            | 8,4 (8,6)                                            | (9,1)                                                |                                                      |                                                      |                                                      |
| Consommation (en L/100 km) |                          | 7,5/4,9/5,9 (7,5/4,9/5,9) | 8,5/5,0/6,3 (8,6/5,1/6,4) |                          | 4,7/3,4/3,9 (5,0/3,8/4,2)                            | 6,0/4,2/4,8 (6,1/4,2/4,9)                            | 5,5/3,9/4,5 (5,7/4,0/4,6)                            | 6,0/4,2/4,8 (6,1/4,2/4,9)                            | (6,4/4,9/5,4)                                        |                                                      |                                                      |                                                      |
| Émissions de CO2 (en g/km) |                          | 135 (136)                 | 148 (150)                 |                          | 104 (110)                                            | 127 (129)                                            | 119 (121)                                            | 127 (129)                                            | (143)                                                |                                                      |                                                      |                                                      |
| Masse à vide (kg)          |                          | 1 315                     | 1 370                     |                          | 1 420                                                | 1 425                                                | 1 420                                                | 1 425                                                | 1 490                                                |                                                      |                                                      |                                                      |
| Capacité du réservoir (L)  |                          | 62                        | 62                        | 62                       | 62                                                   | 62                                                   | 62                                                   | 62                                                   | 62                                                   | 62                                                   | 62                                                   | 62                                                   |
| Norme environnementale     |                          | Euro 6                    | Euro 6                    | Euro 6                   | Euro 6                                               | Euro 6                                               | Euro 6                                               | Euro 6                                               | Euro 6                                               | Euro 6                                               | Euro 6                                               | Euro 6                                               |

### Phase 2 (2015 - 2017)[4]
En 2015, la Mazda 6 a connu un léger restylage, les modifications notables sont par ailleurs une grille de calandre un peu plus épaisse, l'apparition des rappels de clignotants dans les rétroviseurs, des phares effilés et des feux arrière revus.

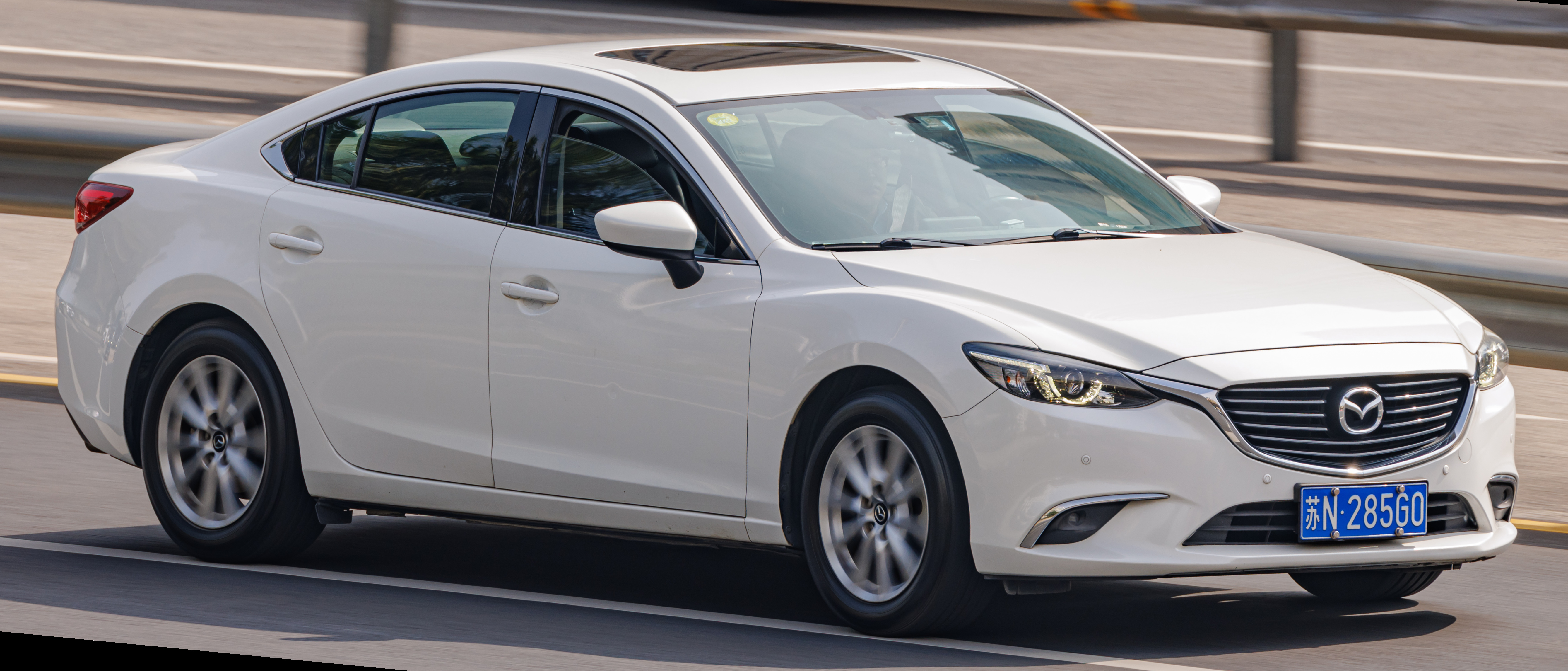
Mazda 6 III phase 2 4 portes

### Phase 3 (2017 - 2023)
En 2017, la Mazda 6 reçoit un second restylage. Ce dernier est plus important. L'intérieur est l'évolution la plus notable. La planche de bord est le changement le plus visible. Les feux évoluent également en douceur.

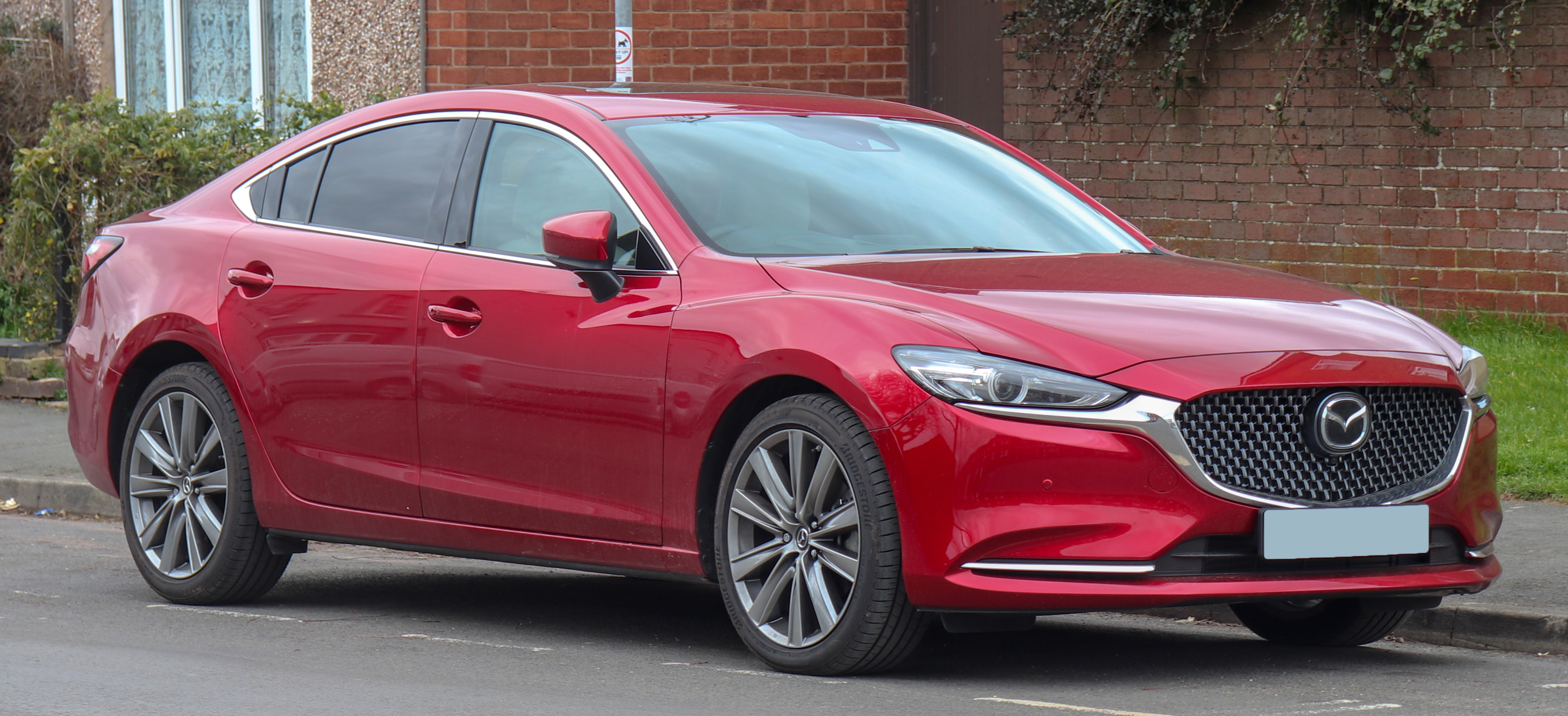
Mazda 6 III phase 3 4 portes

### Finition
- Takumi

## Ventes aux États-Unis
| Année         | Ventes  | Variation  |
| 2002          | 2 042   |            |
| 2003          | 66 118  | + 3137,9 % |
| 2004          | 72 148  | + 9,1 %    |
| 2005          | 71 447  | - 1 %      |
| 2006          | 66 203  | - 7,3 %    |
| 2007          | 57 275  | - 13,5 %   |
| 2008          | 52 590  | - 8,7 %    |
| 2009          | 34 866  | - 33,7 %   |
| 2010          | 35 662  | + 2,3 %    |
| 2011 (7 mois) | 18 115  | - 15,5 %   |
| Total         | 476 766 |            |

## Galerie

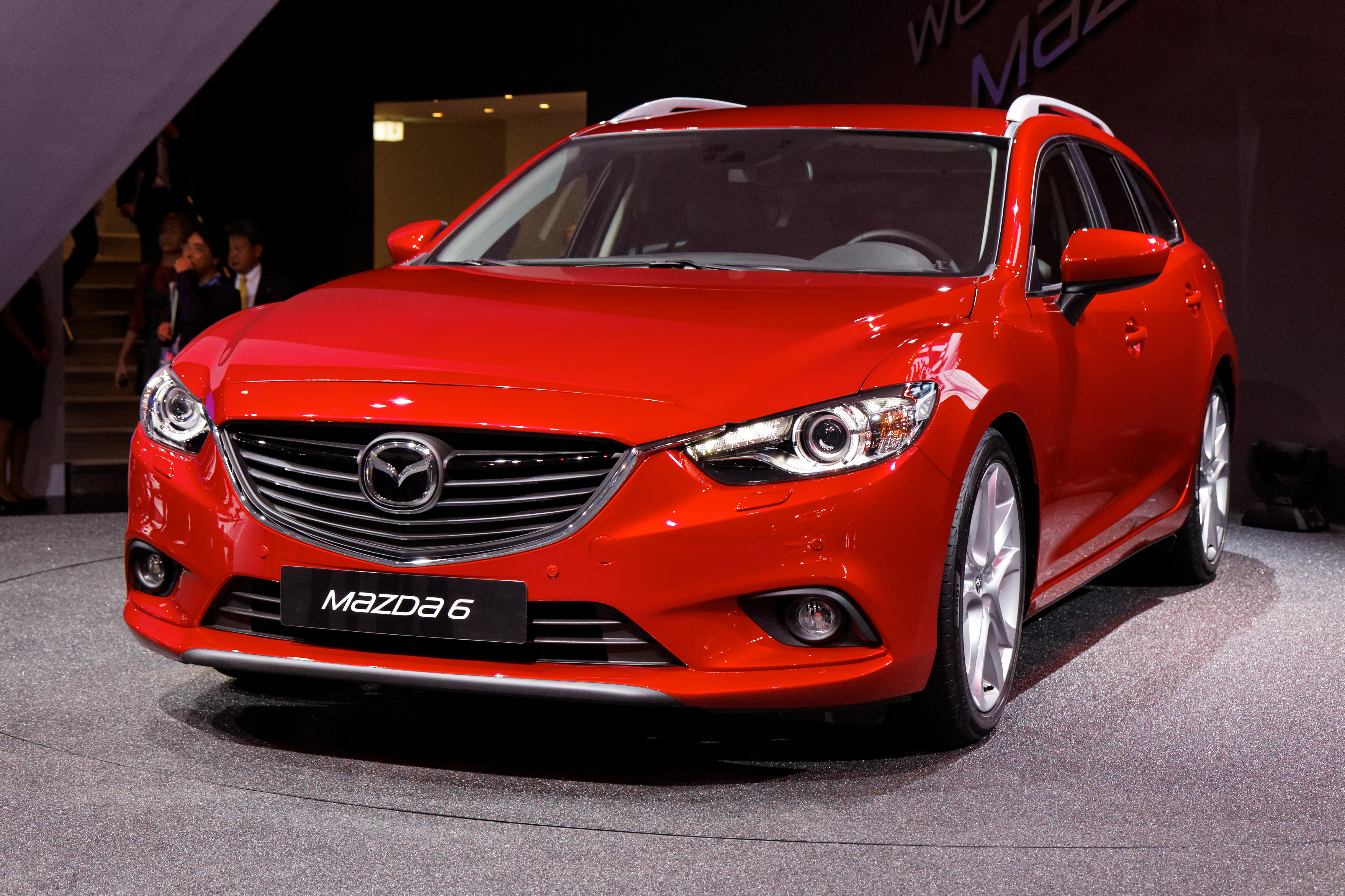
Mazda 6 III phase 1 break
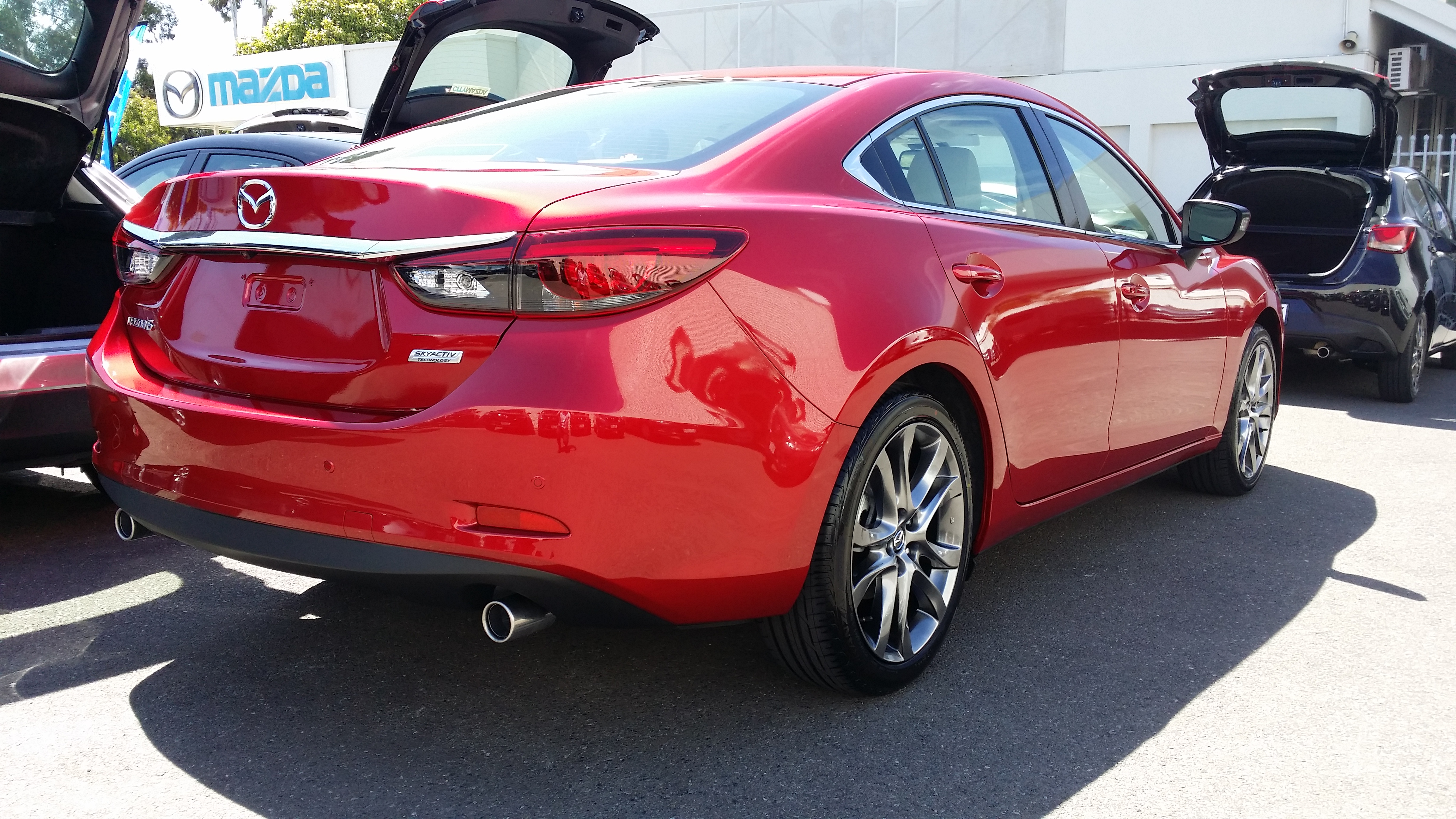
Mazda 6 arrière